# Craspedosis morotai
Craspedosis morotai là một loài bướm đêm trong họ Geometridae.